# Natalia Bielak
Natalia Bielak (ur. 10 maja 2002) – polska lekkoatletka specjalizująca się w biegach długodystansowych i przełajowych. Młodzieżowa mistrzyni Polski U23 w 2022 roku w biegu na 3000 metrów z przeszkodami.

## Rekordy życiowe
Opracowano na podstawie
| Konkurencja                        | Obiekt  | Data             | Miejsce     | Wynik    |
| ---------------------------------- | ------- | ---------------- | ----------- | -------- |
| bieg na 1500 metrów                | stadion | 20 maja 2022     | Poznań      | 4:25,92  |
| bieg na 3000 metrów                | stadion | 29 sierpnia 2019 | Siedlce     | 10:07:00 |
| bieg na 3000 metrów z przeszkodami | stadion | 30 lipca 2022    | Poznań      | 10:01:74 |
| bieg na 5000 metrów                | stadion | 5 czerwca 2021   | Piaseczno   | 16:07:34 |
| bieg na 10 000 metrów              | stadion | 23 kwietnia 2022 | Międzyrzecz | 34:44:49 |

## Osiągnięcia
Opracowano na podstawie
| Rok  | Impreza                                         | Miejsce       | Konkurencja                        | Pozycja     | Wynik    |
| ---- | ----------------------------------------------- | ------------- | ---------------------------------- | ----------- | -------- |
| 2019 | Mistrzostwa Europy w Biegach Przełajowych       | Lizbona       | bieg przełajowy                    | 37. miejsce | 15:16    |
| 2019 | Mistrzostwa Polski U18 w Biegach Przełajowych   | Olszyna       | bieg przełajowy                    | 1. miejsce  | 7:12     |
| 2019 | Mistrzostwa Polski U18                          | Poznań        | bieg na 1500 metrów z przeszkodami | 2. miejsce  | 4:58,68  |
| 2020 | Mistrzostwa Polski U20                          | Radom         | bieg na 2000 metrów z przeszkodami | 1. miejsce  | 6:46:27  |
| 2021 | Mistrzostwa Polski U20                          | Lublin        | bieg na 2000 metrów z przeszkodami | 1. miejsce  | 6:41:91  |
| 2021 | Mistrzostwa Europy U20                          | Tallinn       | bieg na 3000 metrów z przeszkodami | 9. miejsce  | 10:28.91 |
| 2021 | Mistrzostwa Świata U20                          | Nairobi       | bieg na 3000 metrów z przeszkodami | 12. miejsce | 10:57:21 |
| 2021 | Mistrzostwa Europy w Biegach Przełajowych       | Dublin-Fingal | bieg przełajowy                    | 88. miejsce | 15:20    |
| 2022 | Mistrzostwa Polski U23 w Biegu na 10 000 metrów | Międzyrzecz   | bieg na 10 000 metrów              | 3. miejsce  | 34:44:49 |
| 2022 | Mistrzostwa Polski U23                          | Poznań        | bieg na 3000 metrów z przeszkodami | 1. miejsce  | 10:01.74 |
| 2022 | Mistrzostwa Polski U23                          | Poznań        | bieg na 1500 metrów                | 2. miejsce  | 4:27:36  |
| 2022 | Mistrzostwa Polski U23 w Biegach Przełajowych   | Olesno        | bieg przełajowy                    | 1. miejsce  | 13:30    |
| 2023 | Mistrzostwa Polski U23                          | Olkusz        | bieg na 10 000 metrów              | 8. miejsce  | 36:51:97 |
| 2023 | Mistrzostwa Polski U23                          | Włocławek     | bieg na 3000 metrów z przeszkodami | 6. miejsce  | 10:51:38 |